# Vecknavling
Vecknavling (Lichenomphalia umbellifera) är en lavart som först beskrevs av L. (Carl von Linné), och fick sitt nu gällande namn av Redhead, Lutzoni, Moncalvo & Vilgalys 2002. Vecknavling ingår i släktet Lichenomphalia och familjen Hygrophoraceae.  Arten är reproducerande i Sverige. Inga underarter finns listade i Catalogue of Life.

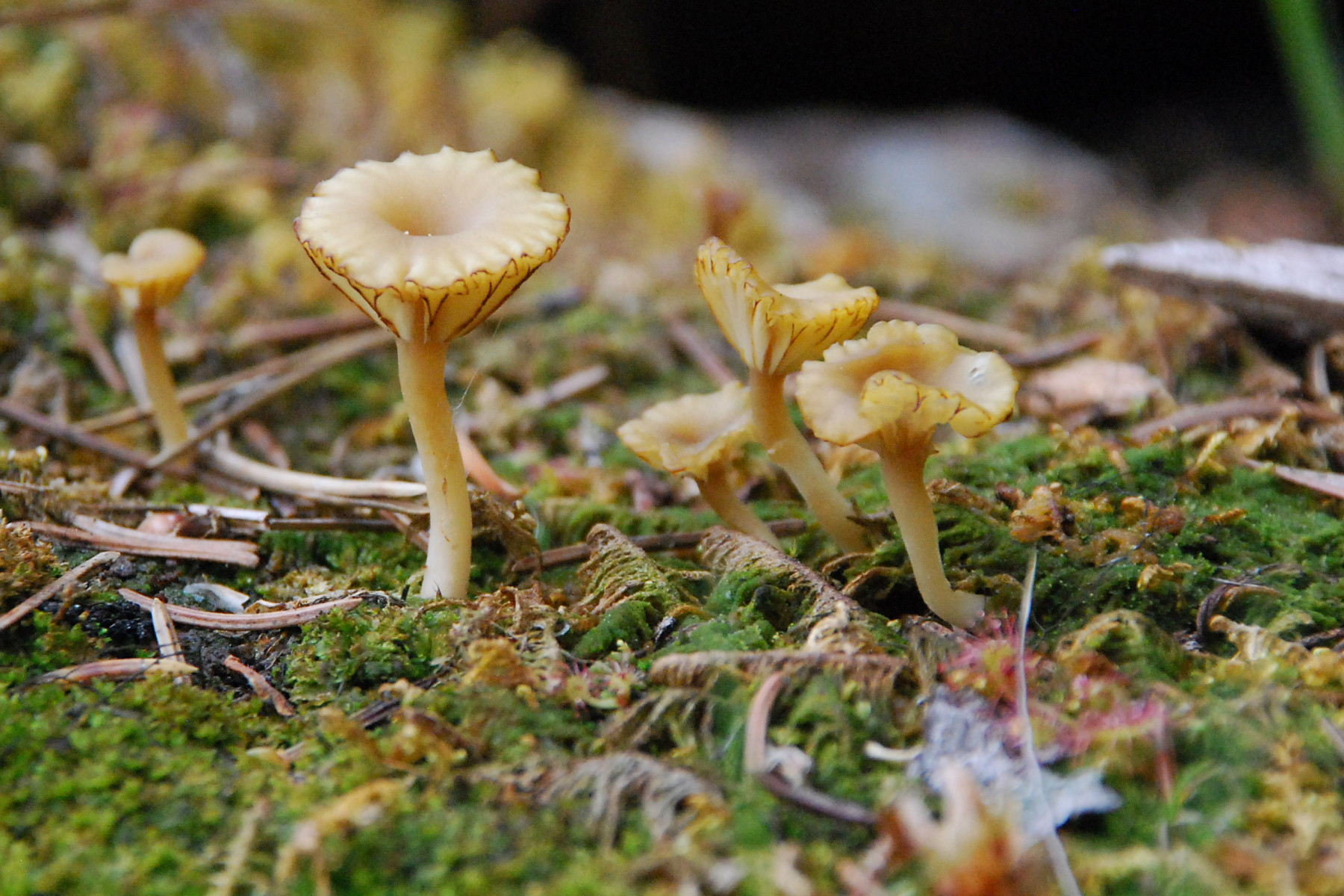
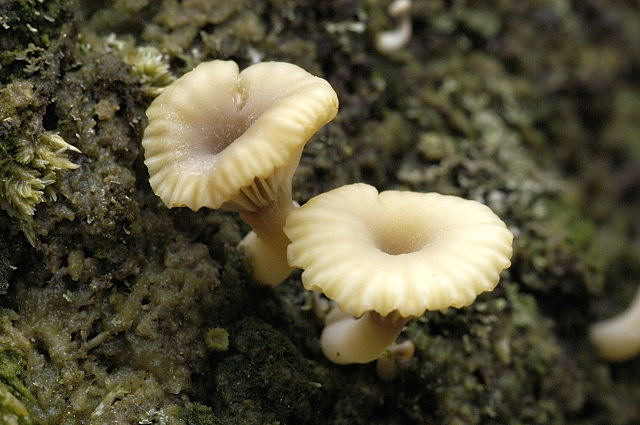
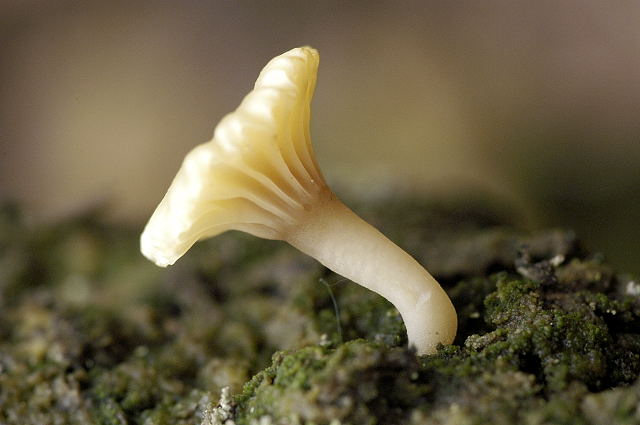
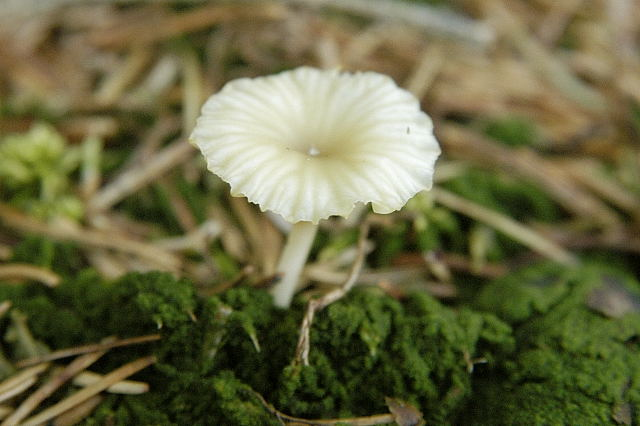
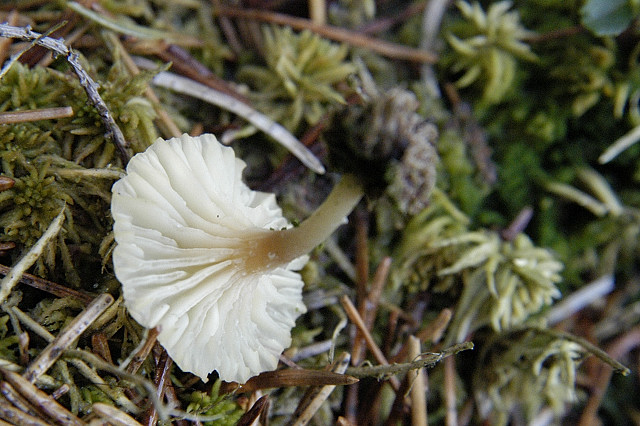
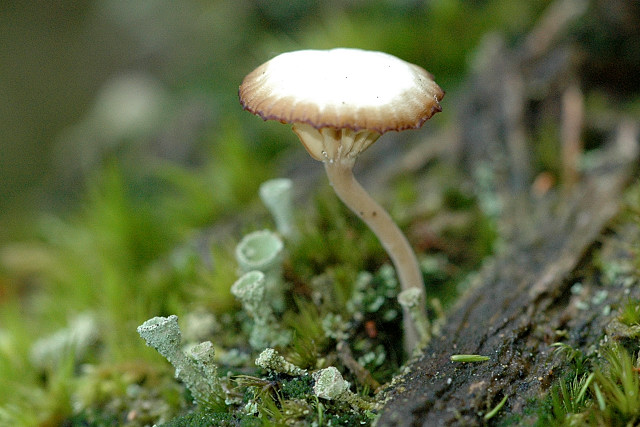
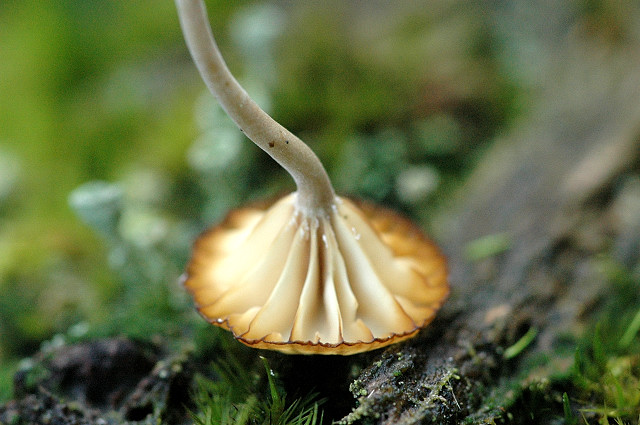